# Frederick Weber
Frederick Regenia Weber (Kalamazoo, 1º dicembre 1905 – Lumber Bridge, 17 febbraio 1994) è stato uno schermidore statunitense.

## Biografia
Ha partecipato ai Giochi della XI Olimpiade di Berlino nel 1936 gareggiando nelle specialità della scherma e del pentathlon moderno.

## Palmarès
In carriera ha conseguito i seguenti risultati:
- Giochi Panamericani:

Buenos Aires 1951: oro nella sciabola a squadre ed argento nella spada a squadre.